# Baustraße (Anklam)

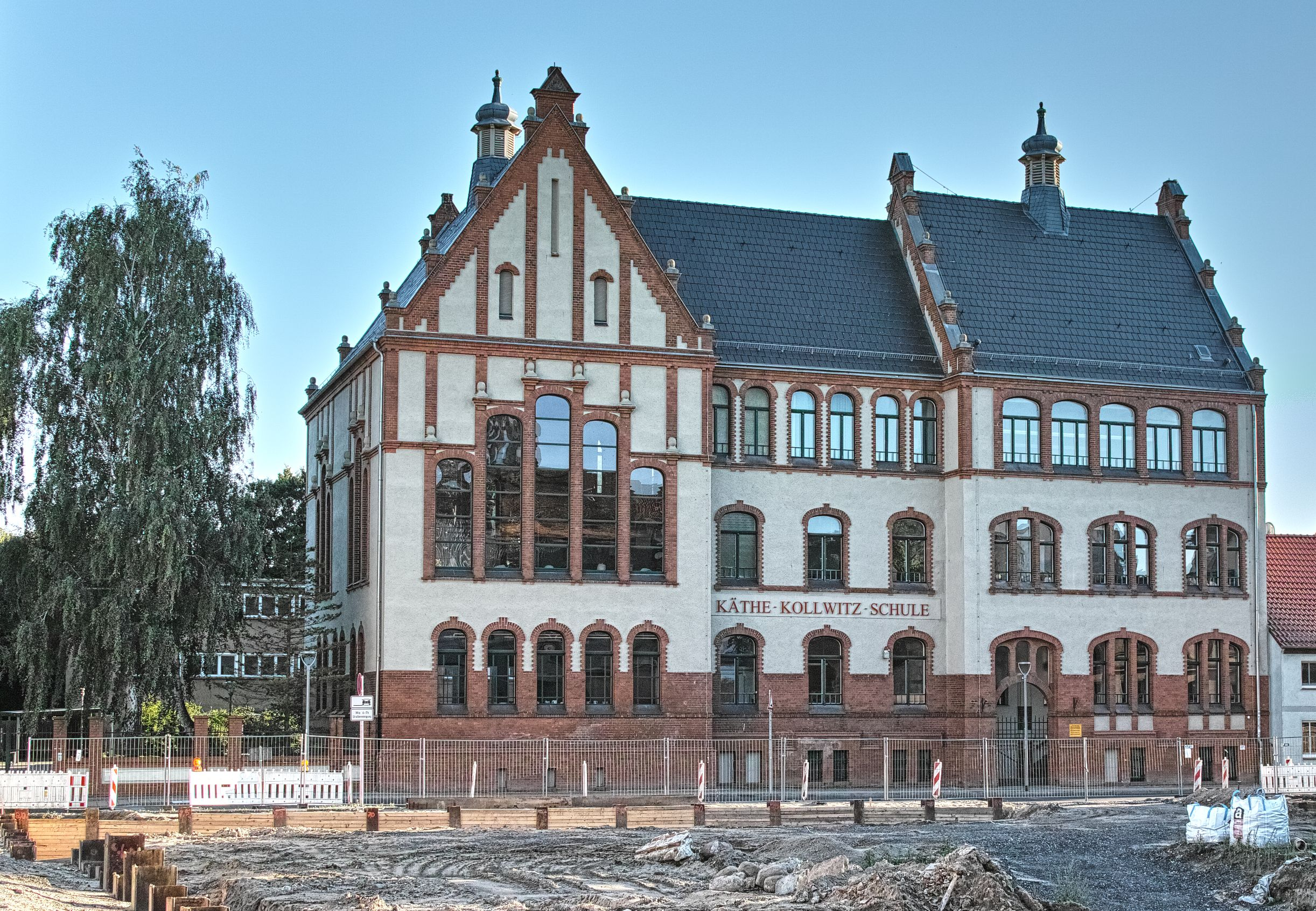
Nr. 56/58: Käthe-Kollwitz-Schule

Die Baustraße in Anklam (Mecklenburg-Vorpommern) ist eine historische Straße, die kurz in Süd- und dann in Westrichtung von der Steinstraße/Neuer Markt bis zur Mauerstraße verläuft.

## Geschichte

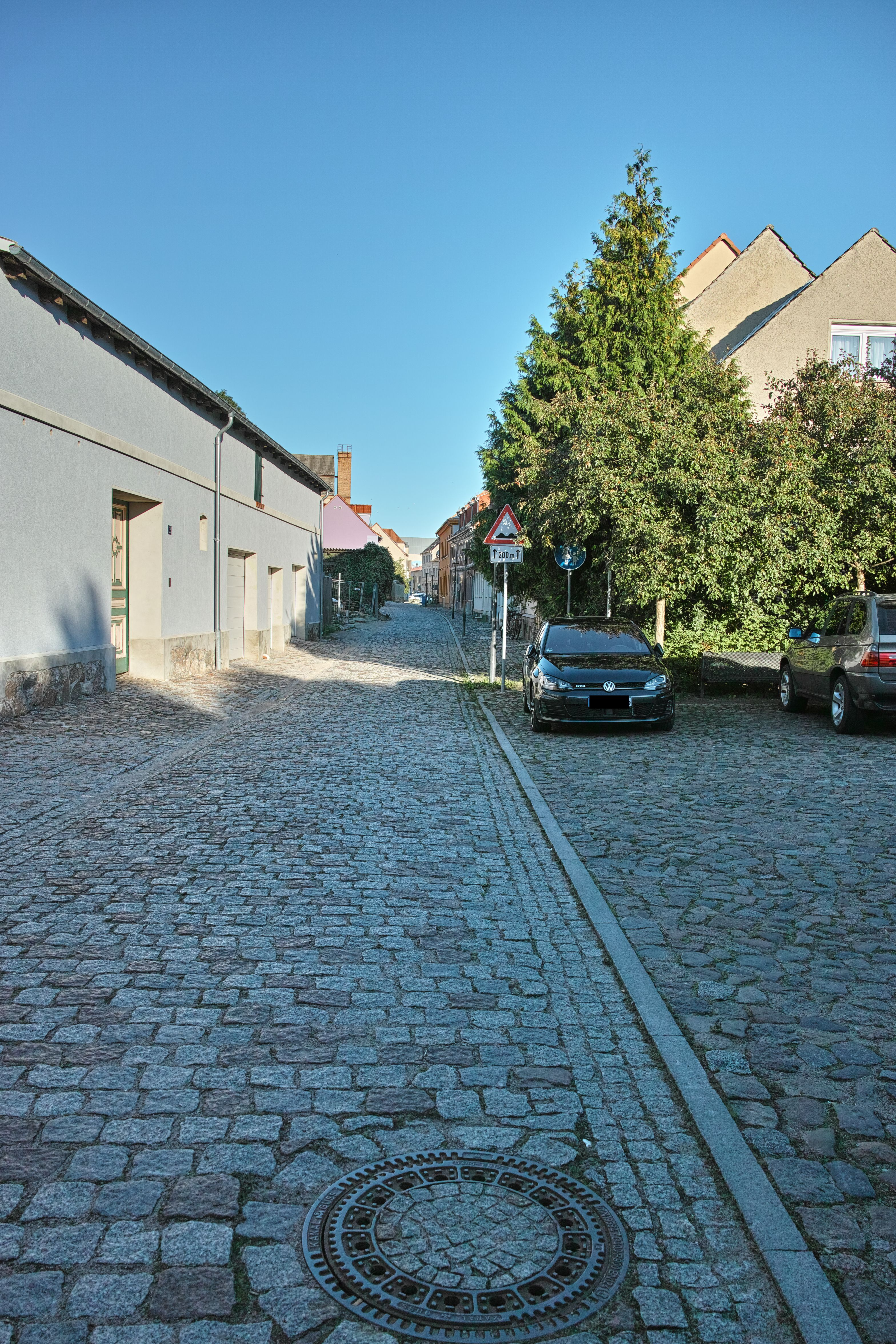
Straße mit Pflasterung

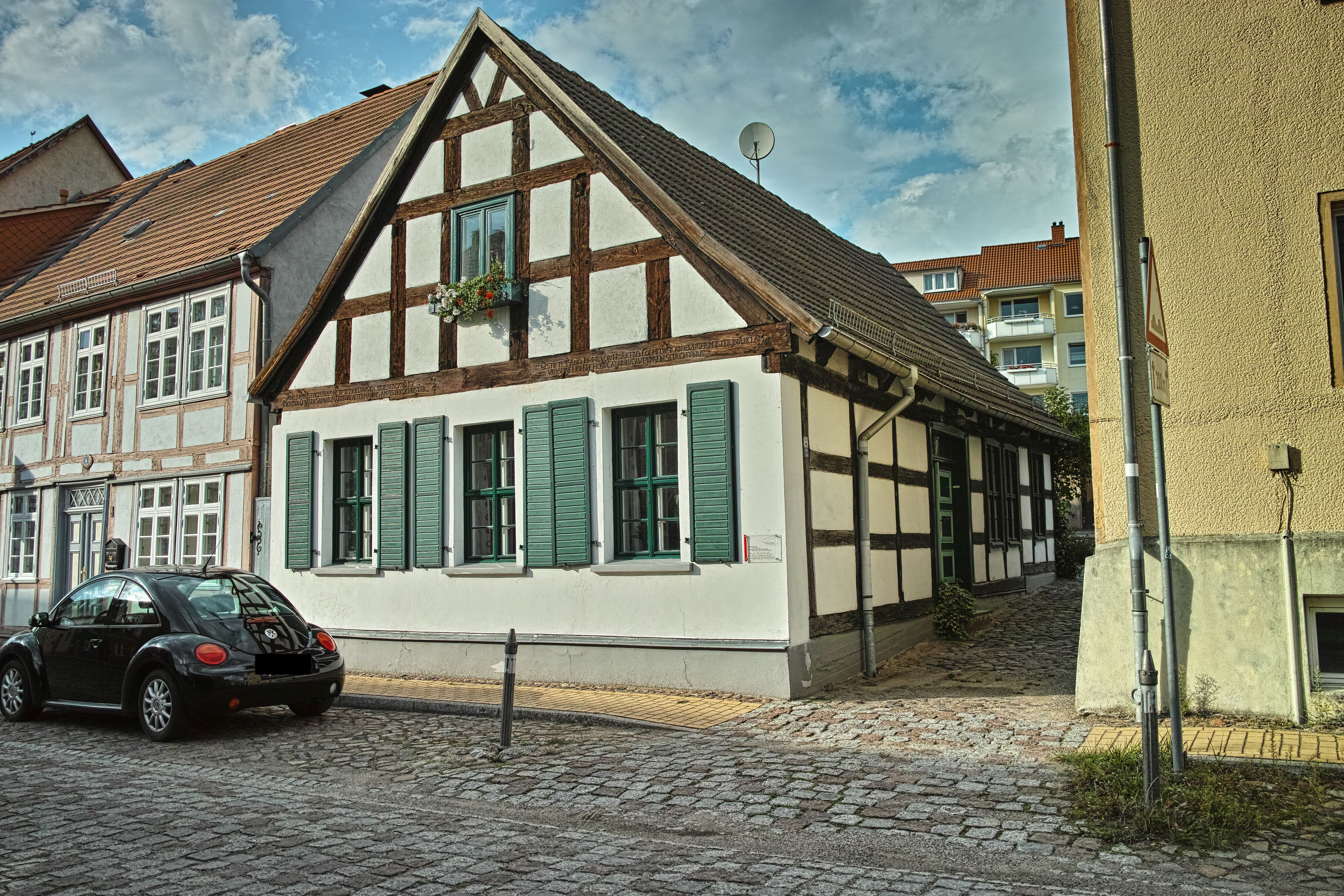
Nr. 13: Schusterstift Anklam

Die Hanse- und Lilienthalstadt Anklam mit 12.331 Einwohnern (2019) wurde erstmals 1243 als oppidum (Siedlung) und 1264 als civitas (Stadt) erwähnt.
Die Baustraße in der südlichen Altstadt stammt aus dem Mittelalter, den Anfängen der Stadt, und war ein Baugebiet für sich ansiedelnde Ackerbürger, so wie vergleichsweise die Baustraße (Güstrow), Baustraße (Rostock) oder Baustraße (Wismar). Im Zweiten Weltkrieg wurde Anklam mehrfach bombardiert und über 70 % der Innenstadt wurden zerstört. In der Baustraße sind jedoch viele denkmalgeschützte Gebäude erhalten geblieben.

## Nebenstraßen
Die Anschluss- und Nebenstraßen wurden benannt als Steinstraße nach dem Steintor, Schulstraße seit um 1827 nach der dortigen neuen Stadtschule, Neuer Markt, Brüderstraße nach den Klosterbrüdern (sie führte zum früheren Augustinerkloster, 14.–16. Jh.), Badstüberstraße  (badstövere strate, auch Badestraße) nach den mittelalterlichen Badstövern mit ihren Badestuben, Hohe Straße als hoch führender Weg, Priesterstraße nach den Wohnungen der Prediger der Marienkirche, Parkallee nach dem Anklamer Stadtpark und Mauerstraße nach der früheren Stadtmauer.

## Gebäude (Auswahl)
Die Straße hat überwiegend zweigeschossige, traufenständige Gebäude. Die mit D gekennzeichneten Gebäude stehen unter Denkmalschutz.
- Pflasterung D
- Nr. 1: Hier stand lange Zeit ab dem Mittelalter die sogenannte Fronerei mit dem Gefängnis für Gefangene, die hingerichtet werden sollten und der Wohnung des Fronmeisters, also auch des Henkers.[3]
- Nr. 1a: 2-gesch. unsaniertes (2015) historisierendes Wohnhaus (D) mit Mezzaningeschoss, Leerstand
- Neben Nr. 7 und Brüderstraße: 4-gesch. Neubau von um 2020/21 für Hotel Anklamer Hof Steinstraße 7 (früher Alte Post von 1878)
- Nr. 9: 2-gesch. Bürohaus, früher mit Räumen des ehemaligen Amtsgerichts Anklam, heute Zweigstelle
- Nr. 13: 1-gesch. Wohnhaus (D); ehemaliges Schusterstift Anklam, Fachwerkbau von 1448 bzw. 1704
- Nr. 14: 2-gesch. Wohnhaus (D), Fachwerkhaus mit verputzten Ausfachungen
- Nr. 29: 2-gesch. historisierendes Wohnhaus (D) mit betontem Kraggesims
- Nr. 30: 2-gesch. Wohnhaus mit Hintergebäude (D) mit Büros
- Nr. 32: 2-gesch. Wohnhaus (D) als saniertes Fachwerkgebäude mit Ausfachungen aus Backsteinen, dendrologisch untersucht
- Nr. 33: 2-gesch. gelbes Wohnhaus mit Hinterhofgebäude (D), evangelisches Pfarramt Anklam I
- Nr. 34: 2-gesch. Wohnhaus mit Speicher (D)
- Nr. 36: 2-gesch. Wohnhaus mit Seitenflügel und Zwerchgiebel über Durchfahrt (D ?), mit Pflegedienst
- Nr. 37: 2-gesch. Wohn- und Bürohaus (Kanzlei) mit Seitenflügel und großem Dacherker (D)
- Nr. 42: 2-gesch. Wohnhaus, um 1994/95 saniert
- Nr. 43: 2-gesch. Wohnhaus (D)
- Nr. 45a: 3-gesch. unsaniertes (2015) historisierendes Wohnhaus mit Seitenflügel (D), Leerstand
- Nr. 48/50: 2-gesch. Haus (D), Gaststätte Volkshaus mit Mehrzweckhalle, Musikpavillon und Bowling House
- Nr. 56/58: 3-gesch. Schule von 1905 mit seitlichem Giebelrisalit und zwei Dachreitern, 1905 Höhere Töchterschule als Luisenschule, 1911 Lyzeum, 1945 bis 1949 provisorisches Rathaus, seit 1949 Käthe-Kollwitz-Schule, Erweiterte Oberschule (EOS), heute sanierte Regionalschule
- Nr. 59: 2-gesch. Kleeblattschule Anklam, früher eine Förderschule, heute Teil der Cothenius-Grundschule

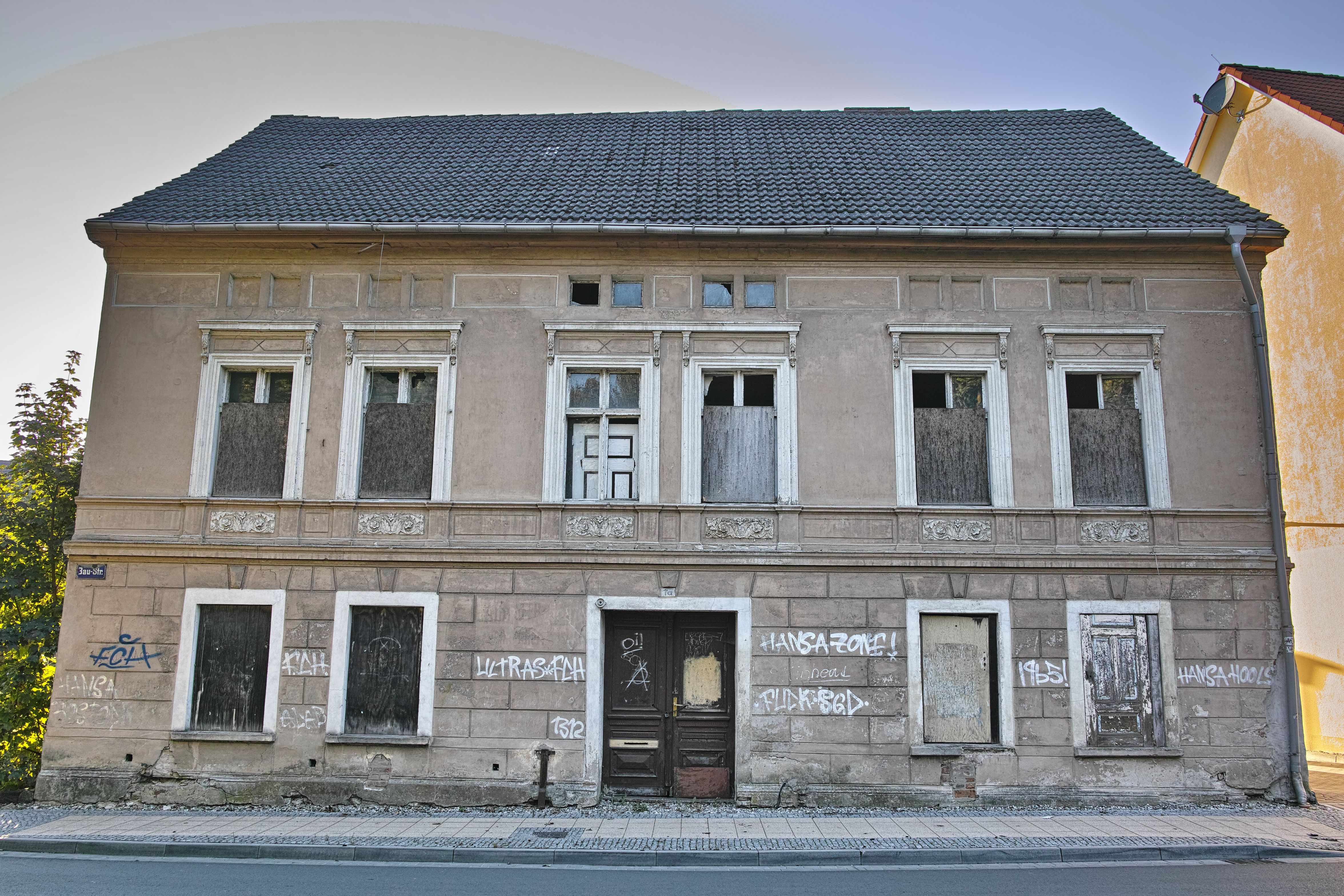
Nr. 1a
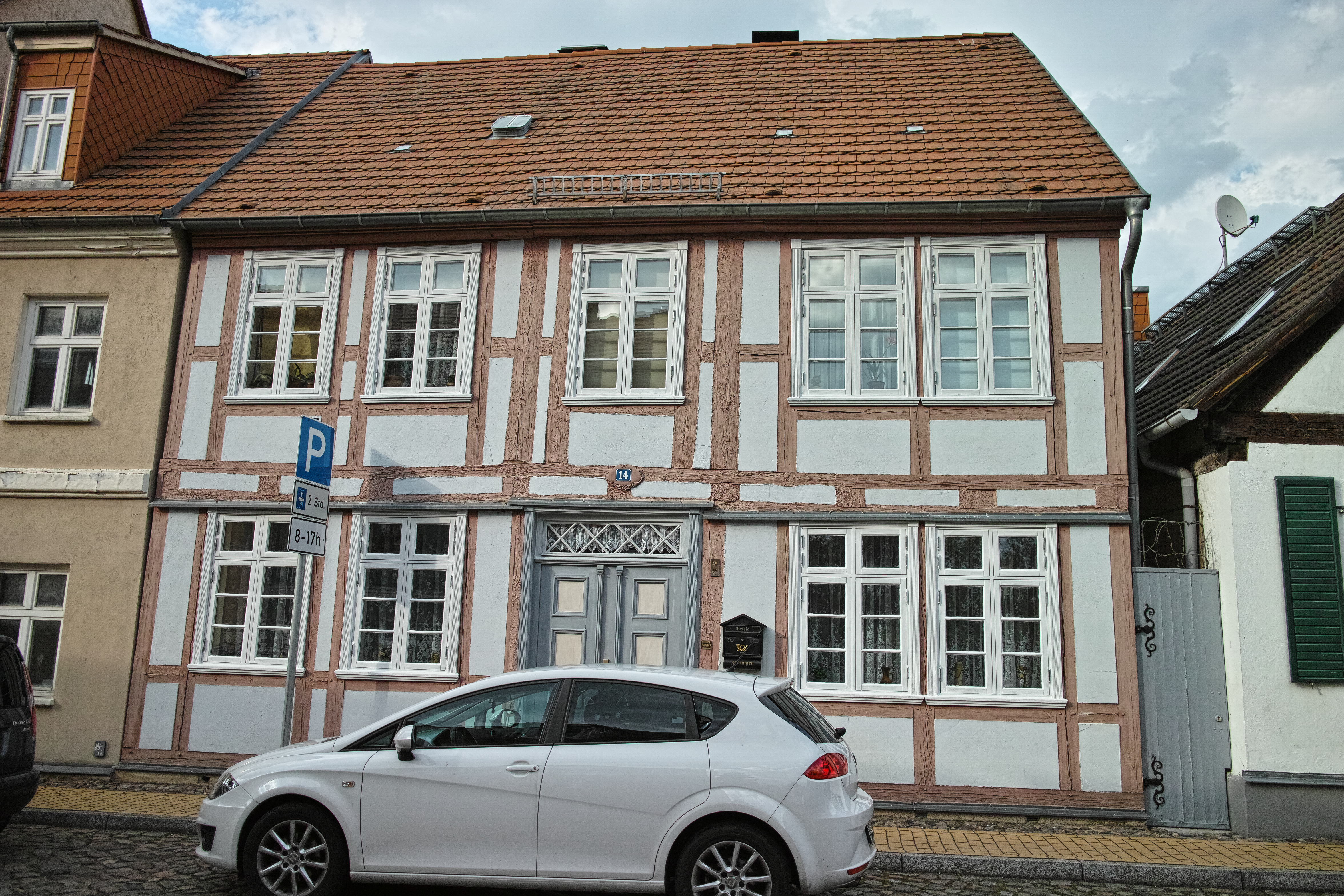
Nr. 14
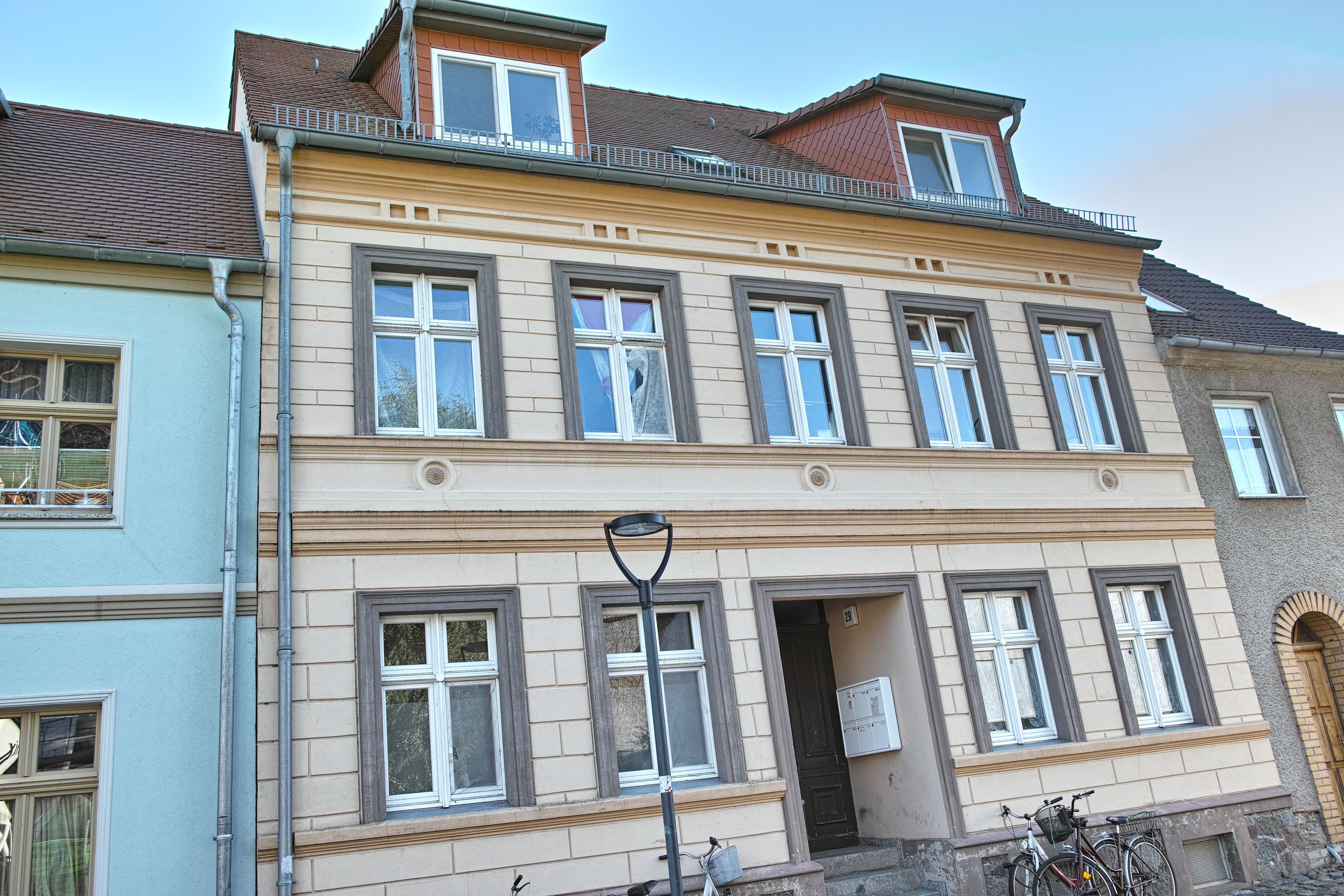
Nr. 29
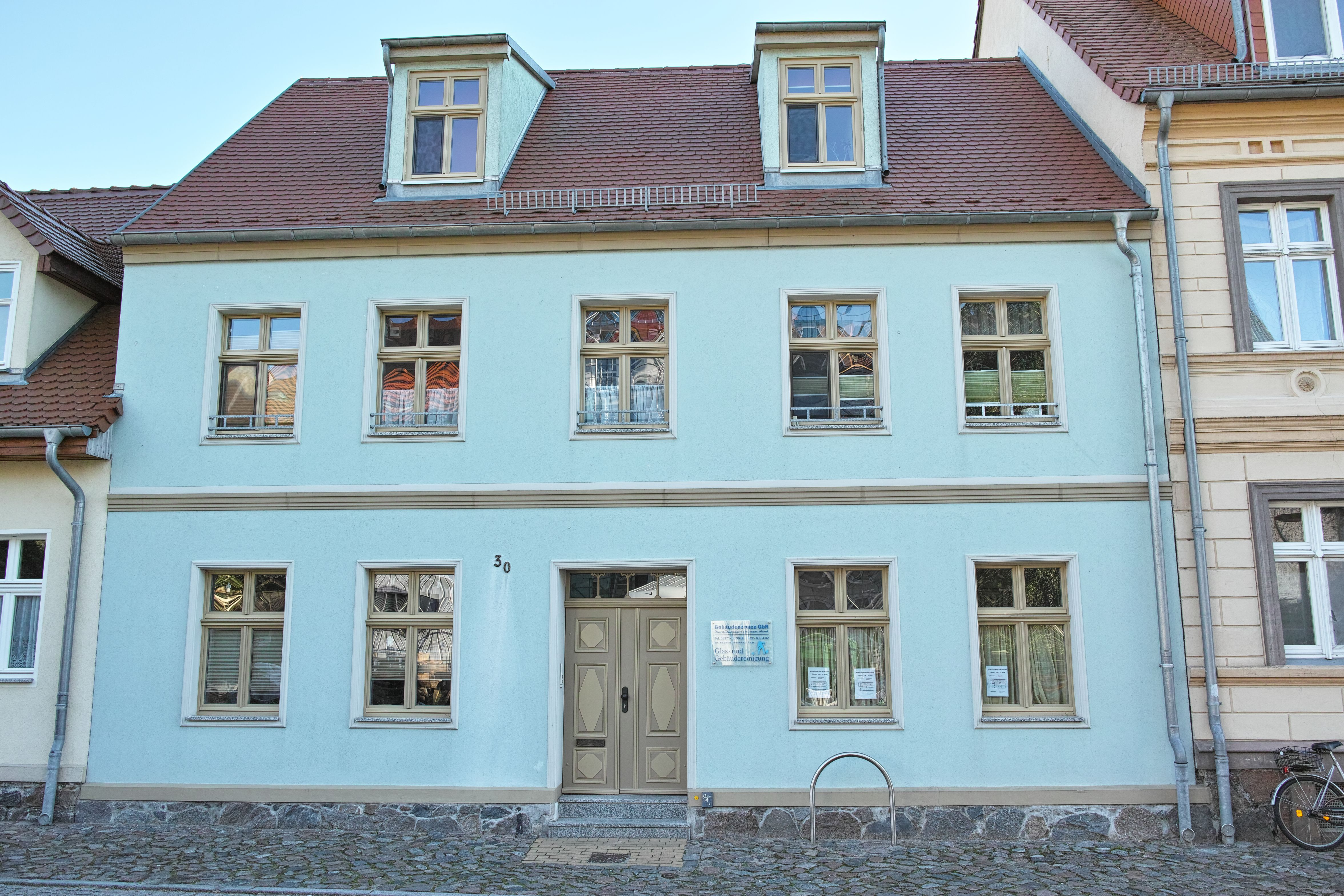
Nr. 30
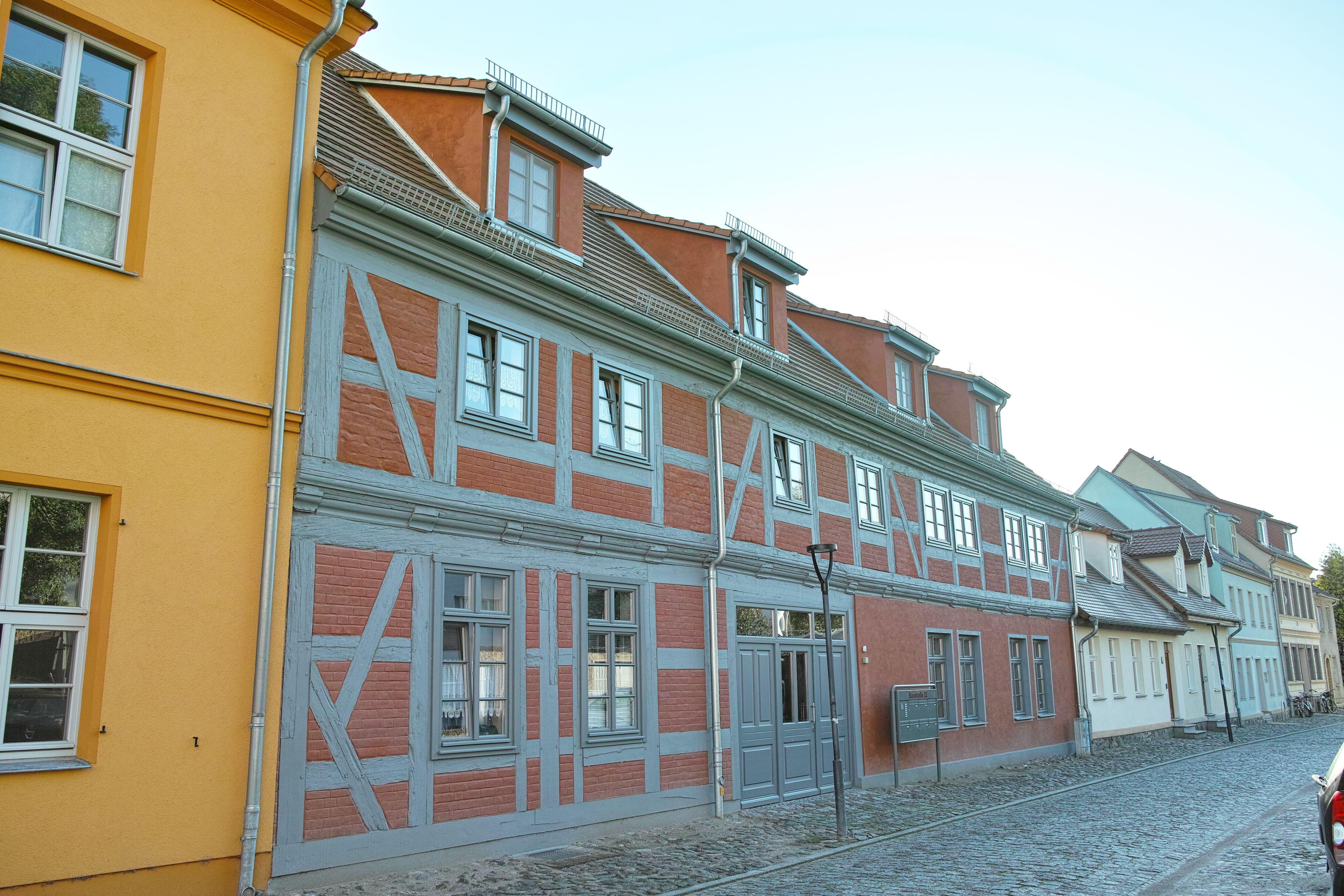
Nr. 32
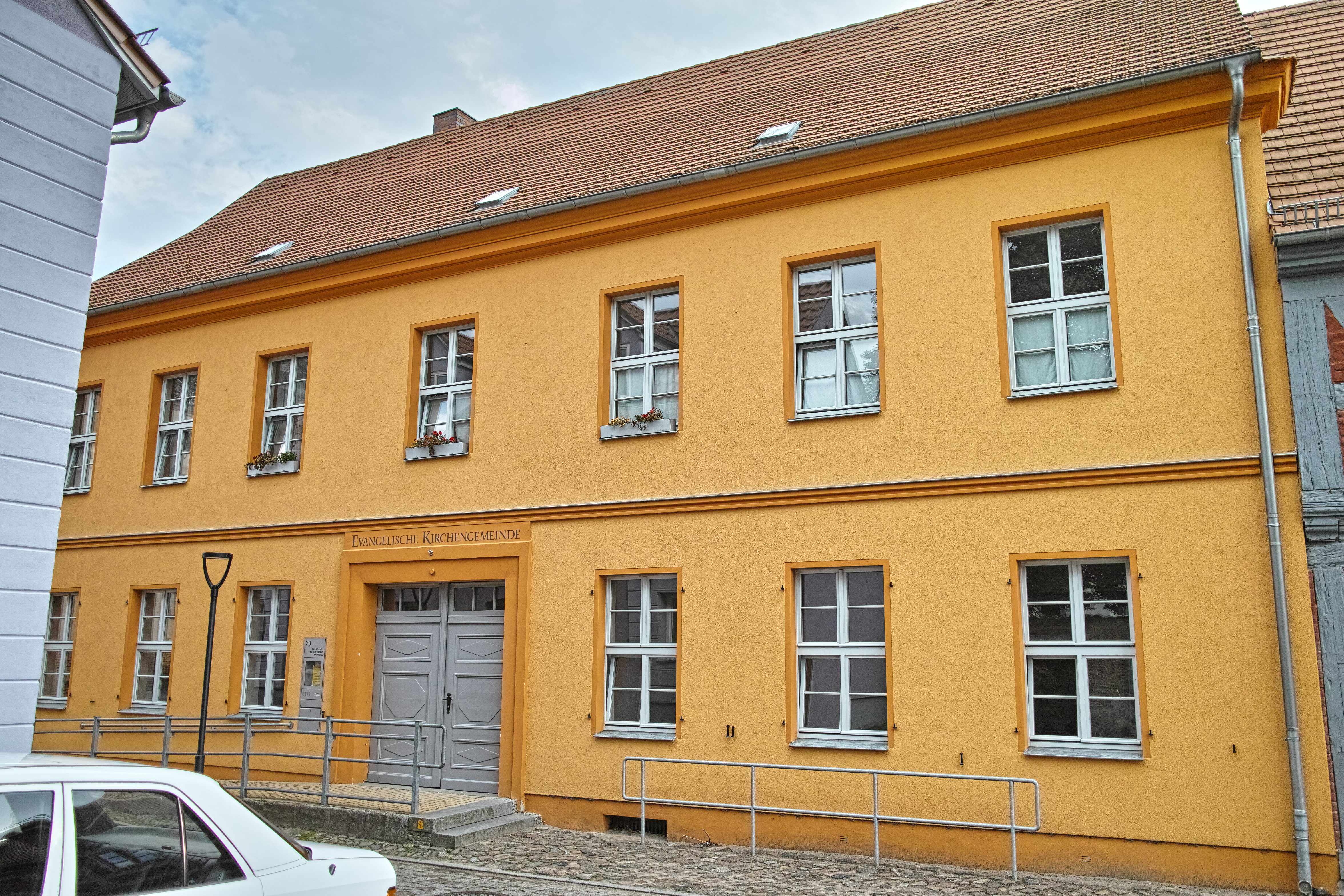
Nr. 33
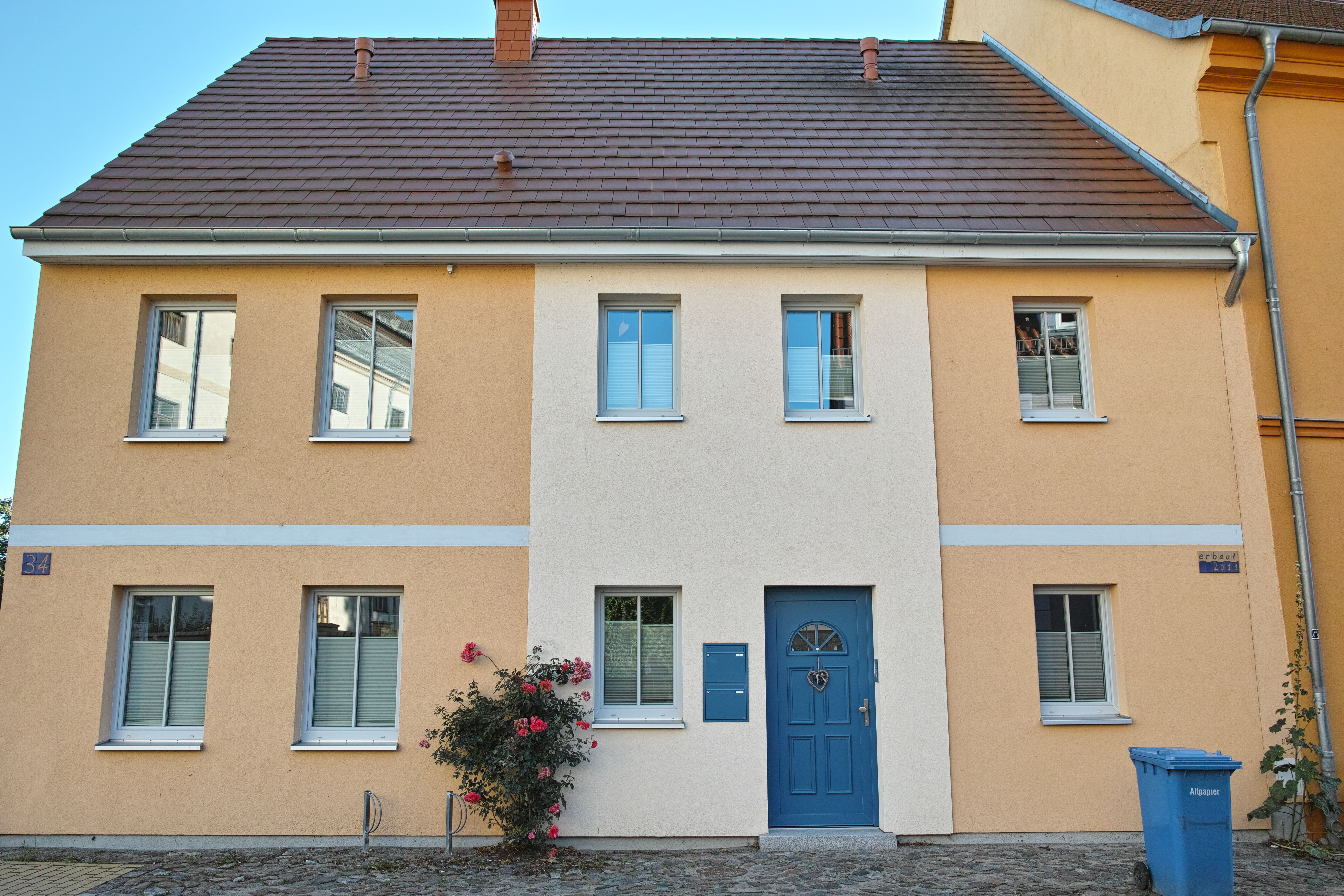
Nr. 34
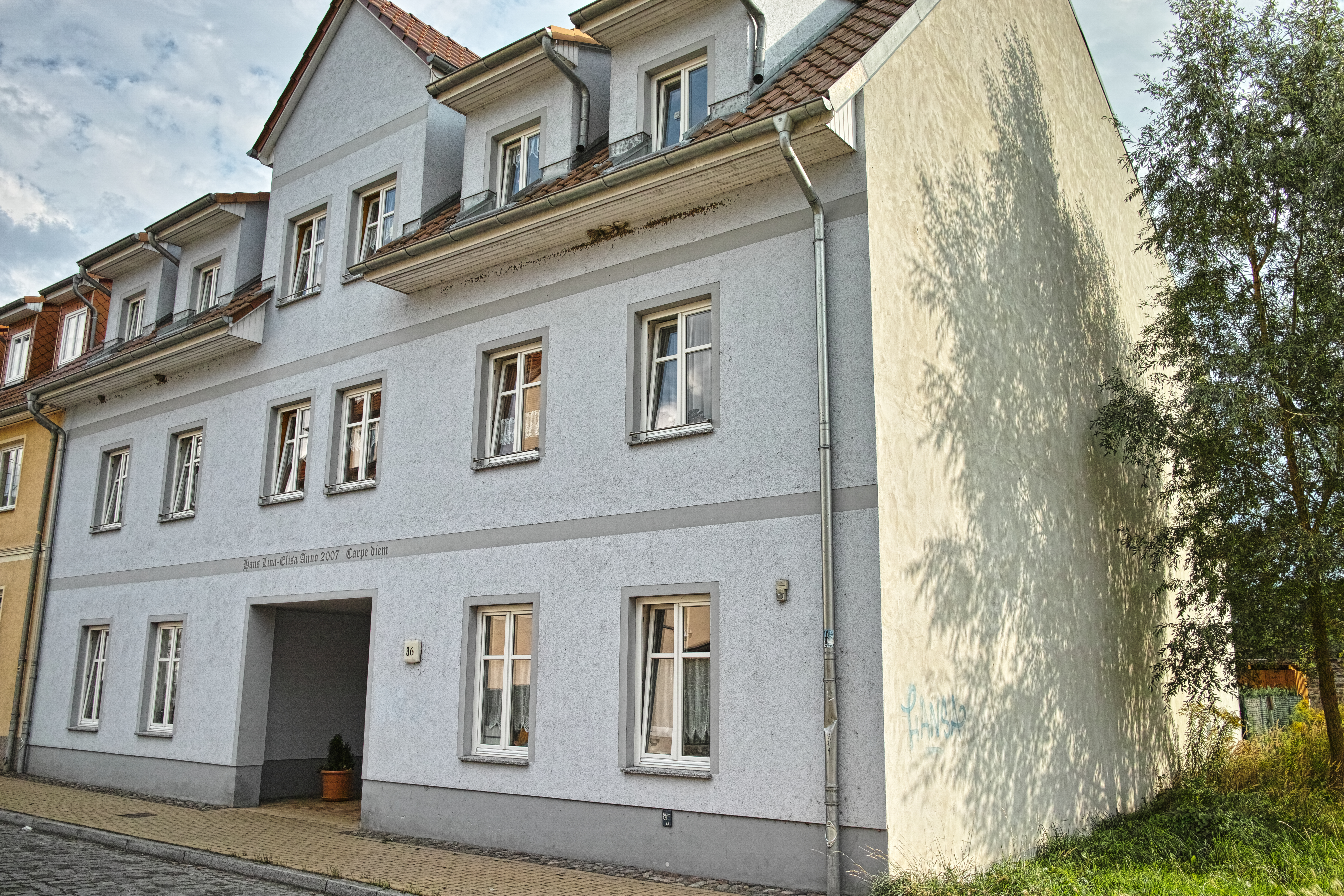
Nr. 36
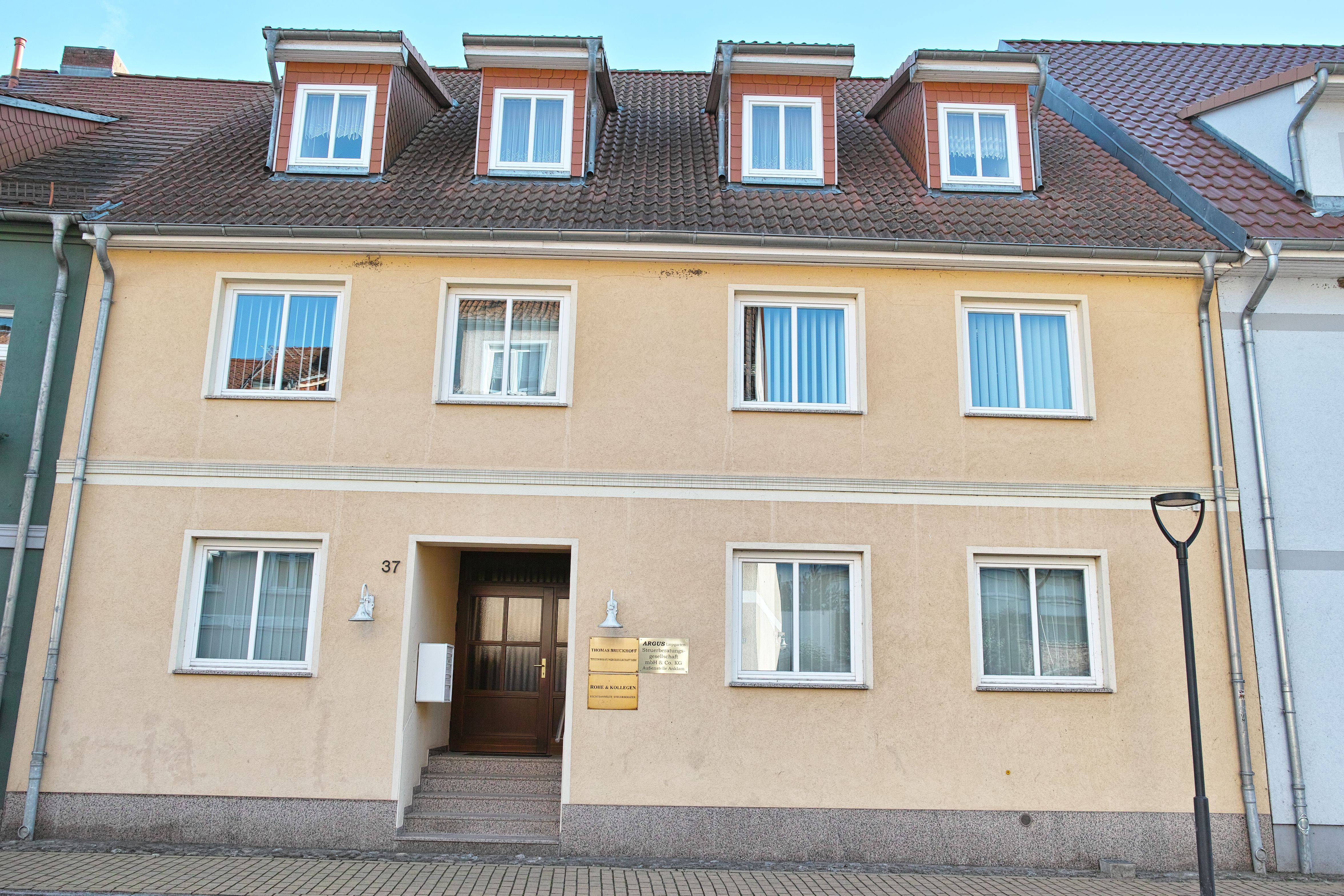
Nr. 37
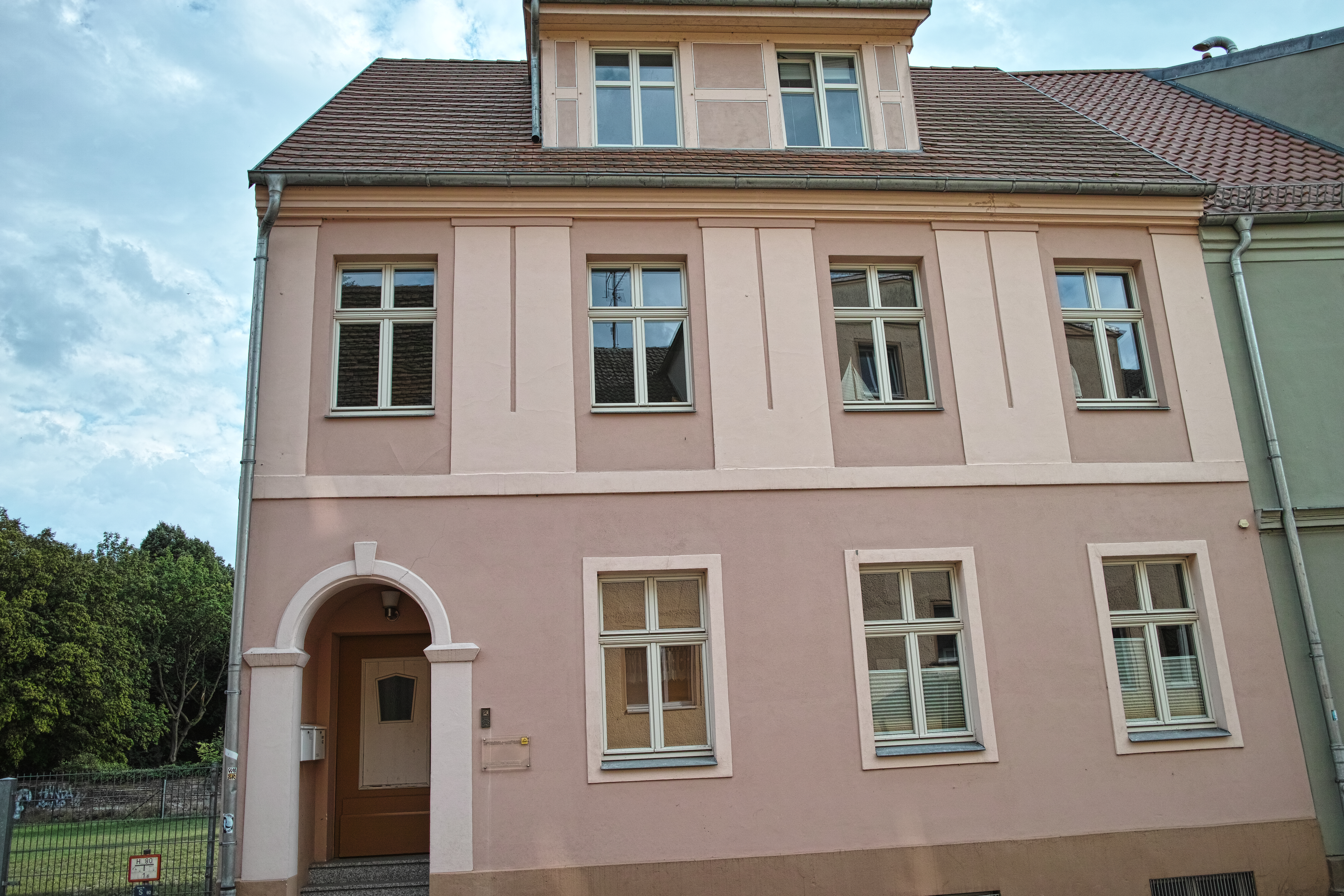
Nr. 43
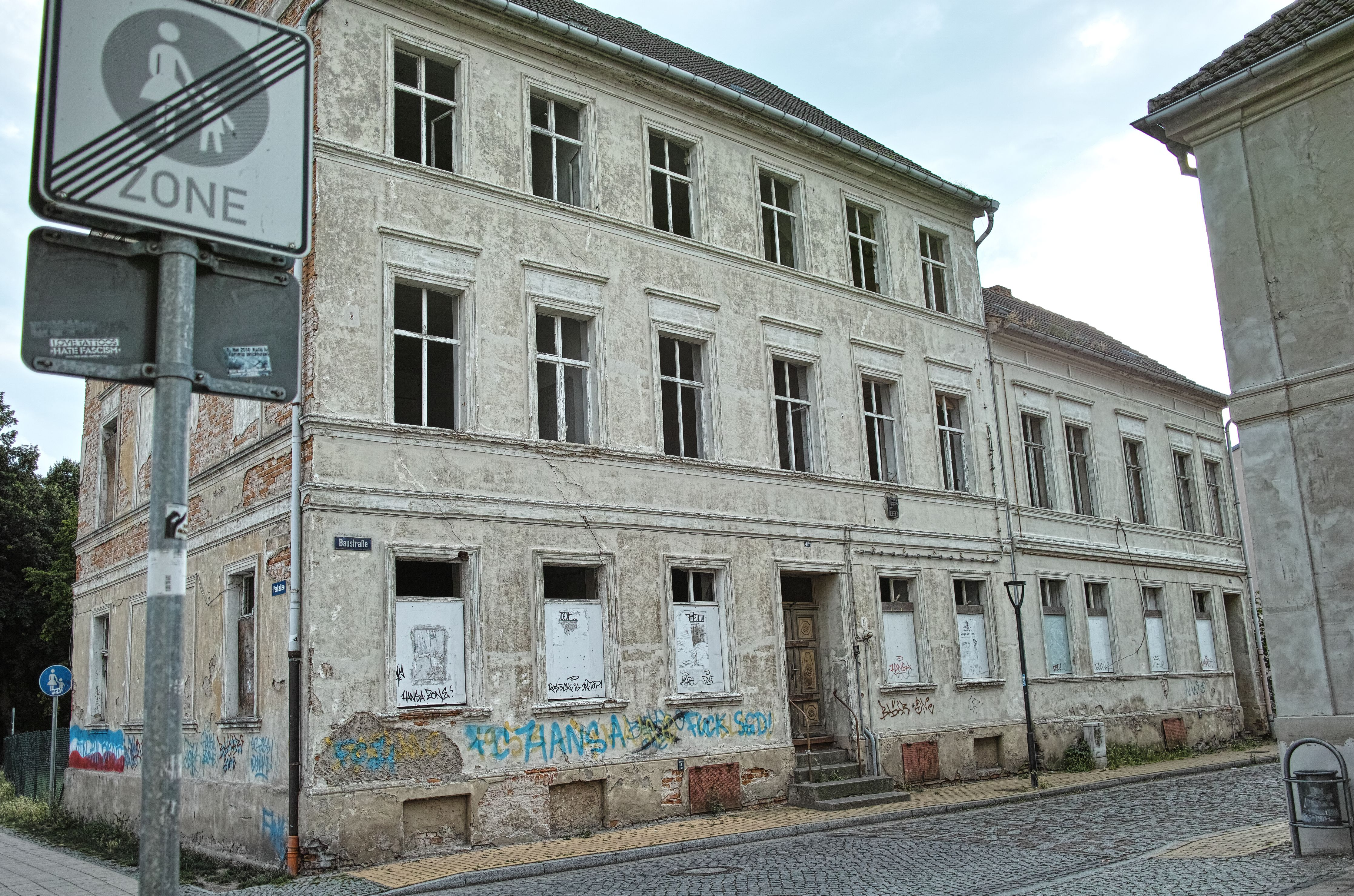
Nr. 45a
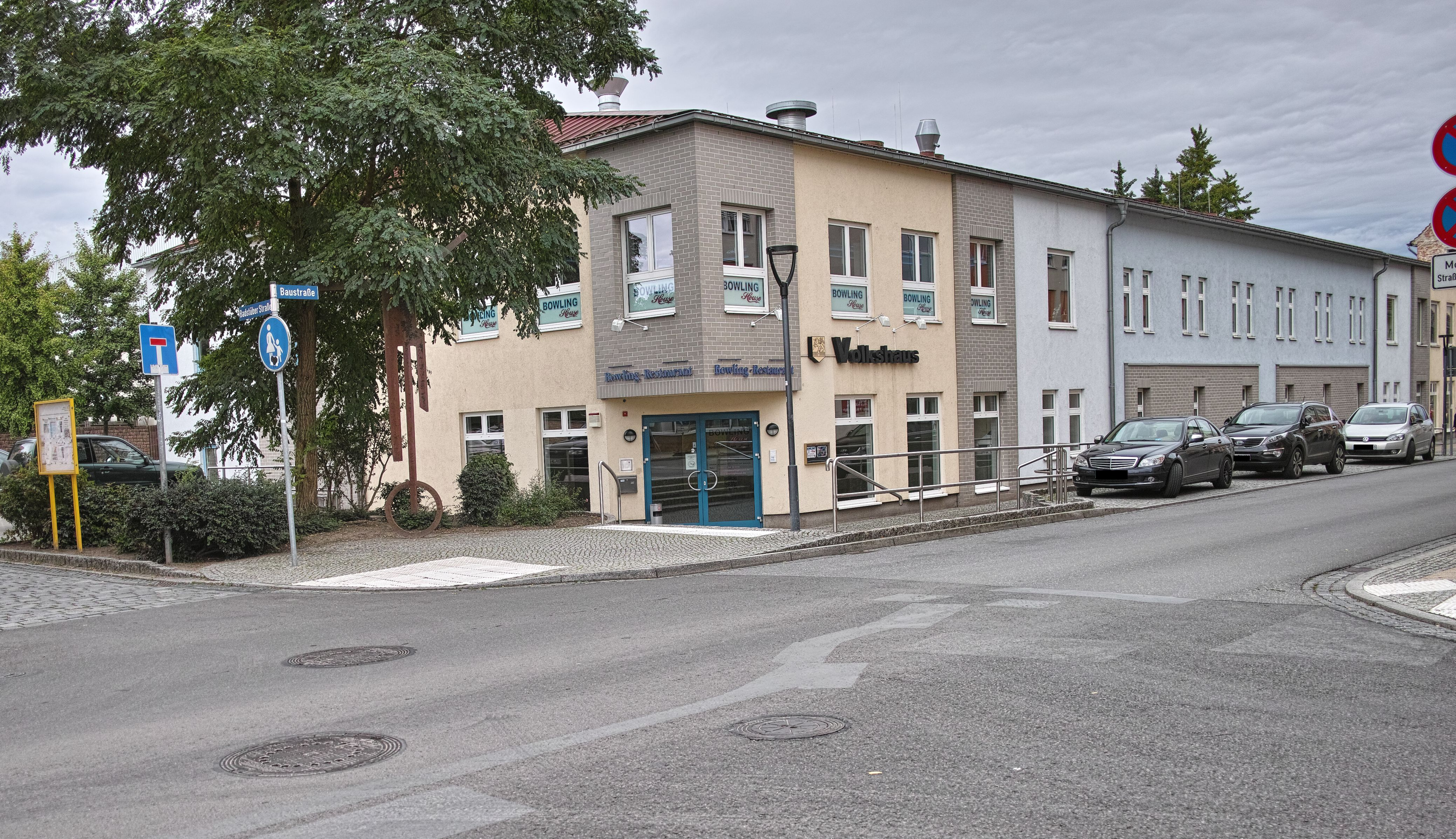
Nr. 48